# Mas Mallol
El Mas Mallol es un caserón modernista de tres plantas que llegó a albergar dos escuelas distintas en la montaña de la Oliva, en Tarragona. 

## Historia
Su construcción se data de los años 1920 a 1923, a partir de un proyecto firmado por el arquitecto Francesc de Paula Morera i Gatell. Fue construida como residencia de veraneo de la familia del político y empresario naviero Macià Mallol. 
Constituía el centro de una gran finca, ocupada actualmente por bloques de viviendas. El edificio consta de varios cuerpos yuxtapuestos con una torrecilla central. Se caracterizan por tener ventanas estrechas y alargadas que siguen el perfil de los tejados. Los materiales empleados combinan el paramento enlucido, con elementos de piedra, de ladrillo visto y algunos detalles cerámicos. En 1963 se convirtió en escuela PAX. Posteriormente y debido a su traslado se fundó en 2007 la escuela Olga Xirinacs. Tras el cierre de la misma durante el curso 2012-13, Mas Mallol quedó en desuso.

## Escuela Pax
La Escola Pax está situada en Tarragona, dentro de la ciudad, en la zona conocida como Tarragona 2, cerca del Camí de l'Oliva. Fundada en 1963 por un grupo de padres preocupados por la educación, se convirtió en una cooperativa de padres y trabajadores en los años 80. Posteriormente, en 1988, junto con otras escuelas de Cataluña, conocidas como escuelas CEPEPC, se integraron en la red pública mediante una Ley del Parlamento. El Mas albergó la Escuela Pax hasta que las necesidades del contexto urbano y el envejecimiento de Mas Mallol hicieron sensato trasladarlo a un nuevo edificio más grande ubicado en el mismo contexto. Por ello, a principios del curso 2002/03 se trasladó la escuela a su nuevo recinto

## Escuela Olga Xirinacs
La escuela Olga Xirinacs fue un centro educativo público situado en Tarragona (Cataluña, España). Estaba situado en parte baja y los anexos de una casa  modernista, el Mas Mallol, pero estaba previsto que en un futuro se trasladase a un centro nuevo. La escuela Olga Xirinacs nació en 2007 con 17 niños en unas instalaciones, que eran provisionales, aún estaba en obras. Tiene este nombre en reconocimiento a la escritora española en lengua catalana y castellana, así como profesora de piano Olga Xirinacs.

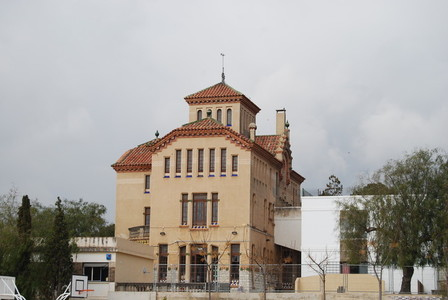
Mas Mallol, edificio modernista construido en el año 1920 por Francesc de Paula Morera i Gatell (1869-1951)

### Historia

#### Antecedentes
El crecimiento de la urbanización Tarragona y de sus alrededores obligó a plantear al consistorio la ampliación de las aulas de la zona. Por ello, el año pasado se creó el CEIP Tarragona III. Sin embargo, y a diferencia del resto de complejos abiertos durante este último curso -Tarragona I, Tarragona 11 y Tarragona Ponent- no se habilitó en un edificio prefabricado, sino que se acondicionaron las aulas del antiguo chalet del PAX para dar allí las clases. El centro es muy pequeño, ya que solo acoge a los alumnos de una línea de P3 cuenta con dos profesores. Sin embargo, el CEIP ampliará cada año un curso más que el anterior hasta convertirse en un centro de infantil y primaria. Además, el complejo escolar goza de un buen contacto con la naturaleza, ya que el edificio del PAX de estilo modernista y construido en 1920-está situado junto a la Oliva.

#### Cierre
El centro cerró en el curso 2012-2013 debido por falta de financiamiento. La crisis económica de España del año 2008 creó una situación de déficit fiscal en todo el estado. La política de austeridad aplicada en respuesta (política económica basada en la reducción del gasto público) conllevo a una serie de recortes presupuestarios en la educación pública.
La consejera de Educación de la Generalidad de Cataluña Irene Rigau desmantelo completamente 6 escuelas. Las seis escuelas que desaparecieron en el curso 2012-2013 son las de Esparreguera II, El Pins (en el núcleo de Moja, en Olèrdola), Els Còdols (Vendrell), Abril (La Canonja), Reus XXI y Olga Xirinacs (Tarragona). Los alumnos actuales de estos centros fueron absorbidos por otras escuelas de los municipios.
La asociación de padres de la escuela al informarse de la decisión de La Generalitat comenzaron varias jornadas de protestas. Iniciaron una campaña ciudadana llamada Salvem L'Escola Olga Xirinacs.No obstante la escuela finalmente terminó fusionándose con el CEIP Tarragona.